# Fudbalski Klub Željezničar Sarajevo
El FK Željezničar es un club de fútbol profesional con sede en Sarajevo, Bosnia y Herzegovina.
«Željezničar», significa Trabajador Ferroviario, ya que fue creado por un grupo de trabajadores ferroviarios.
El club fue fundado en septiembre de 1921 en Sarajevo y es el equipo de fútbol más laureado de Bosnia y Herzegovina.
Durante la época de la antigua Yugoslavia, el FK Željezničar fue miembro de la Primera división de Yugoslavia y debutó en 1946, la primera temporada después de la Segunda Guerra Mundial. Se proclamaron campeones en la temporada 1971-72, que es el único título de liga yugoslavo que tiene en su palmarés. Además, acabaron subcampeones de la temporada en 1970-71 y terminó tercero en dos ocasiones. El Željezničar fue finalista de la Copa de Yugoslavia en 1981 al perder contra sus rivales bosnios del Velež Mostar.
Tras las guerras yugoslavas, el Željezničar se convirtió en uno de los miembros más importantes de la Asociación de Fútbol de Bosnia y Herzegovina y de la Liga Premier bosnia, de la que se ha proclamado campeón en cuatro ocasiones. Su mayor éxito europeo fue alcanzar las semifinales de la Copa de la UEFA en la temporada 1984-85 cuando perdió ante el Videoton por la regla de goles fuera de casa, mientras que su mayor éxito en Europa como club de Bosnia y Herzegovina fue en la Liga de Campeones 2002-03 al llegar a la tercera ronda de clasificación, siendo eliminado por el Newcastle United.
El Željezničar mantiene una fuerte rivalidad con sus rivales de la capital, el FK Sarajevo, partido conocido como el derbi de Sarajevo, el partido de fútbol entre clubes más importante del fútbol bosnio y que se disputa regularmente, ya que ambos equipos son parte de la Premijer Liga. De las categorías inferiores del club han salido grandes talentos del fútbol yugoslavo y bosnio, entre ellos Ivica Osim, Mehmed Baždarević y Edin Džeko.

## Historia

### Fundación y primeros años
Las siglas iniciales FK, Fudbalski Klub, significa "club de fútbol" y el nombre Željezničar significa "trabajador ferroviario", teniendo en cuenta que fue fundado por un grupo de trabajadores ferroviarios. Durante el siglo XX, había varios clubes de fútbol en Sarajevo. Eran ricos y por lo general el respaldo de diversas organizaciones. La mayoría de ellos en principios étnicos (bosníacos, serbobosnios, croatas bosnios y bosnio judíos). Pero el Željezničar era un club para la gente común y las personas interesadas en el fútbol. El club tuvo muchos problemas financieros en sus comienzos, por lo que tuvo que recurrir a organizar eventos como noches de baile para invertir el dinero recaudado en la adquisición de material deportivo.

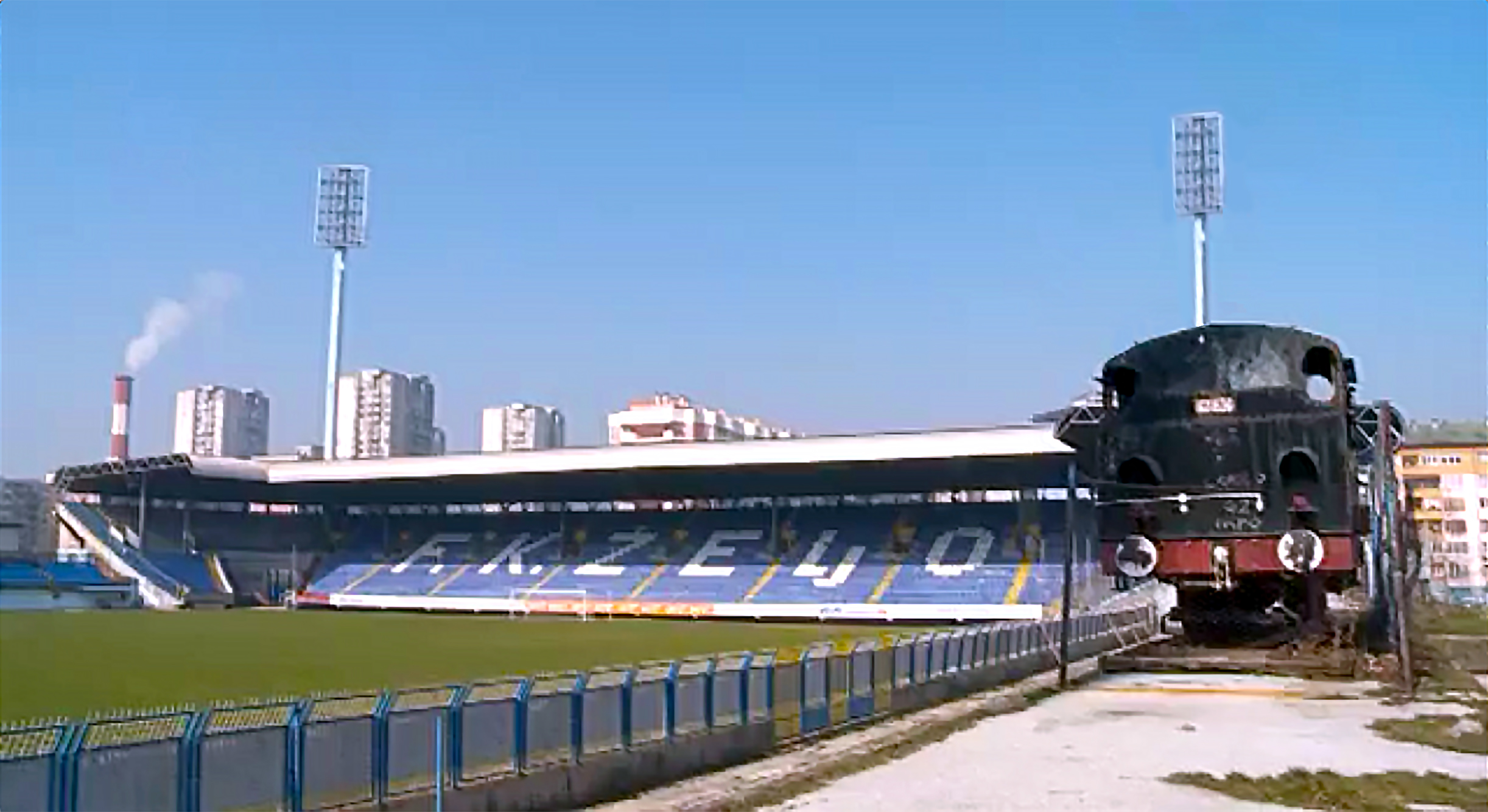
La Locomotora símbolo del Željezničar

Sin embargo, los problemas financieros no fueron los únicos que tenía el club. La multietnicidad del club fue visto como una amenaza por muchos, por lo que Željezničar fue suprimido de diversas formas. A pesar de ello, el club logró sobrevivir, e incluso vencer a los clubes más fuertes y más ricos.
En 1941, la Segunda Guerra Mundial llegó a Sarajevo, y cada actividad del fútbol se detuvo. Muchos futbolistas eran miembros de las tropas de la resistencia, y algunos de ellos fueron asesinados. Después de la guerra, el Željo —como es conocido popularmente el club— se formó de nuevo y en 1946 ganó el campeonato de Bosnia, lo que les aseguró un lugar en la final del torneo con los campeones de otras repúblicas yugoslavas. Poco después, los ciudadanos de Sarajevo formaron un nuevo club, el FK Sarajevo, equipo con el que mantendrá una encarnizada rivalidad a partir de ese momento. El Željezničar jugó siempre en la Primera división yugoslava, pero descendió en cuatro ocasiones (la última vez en la temporada 1976/77) aunque siempre por breves periodos, excepto el primer descenso en 1947.

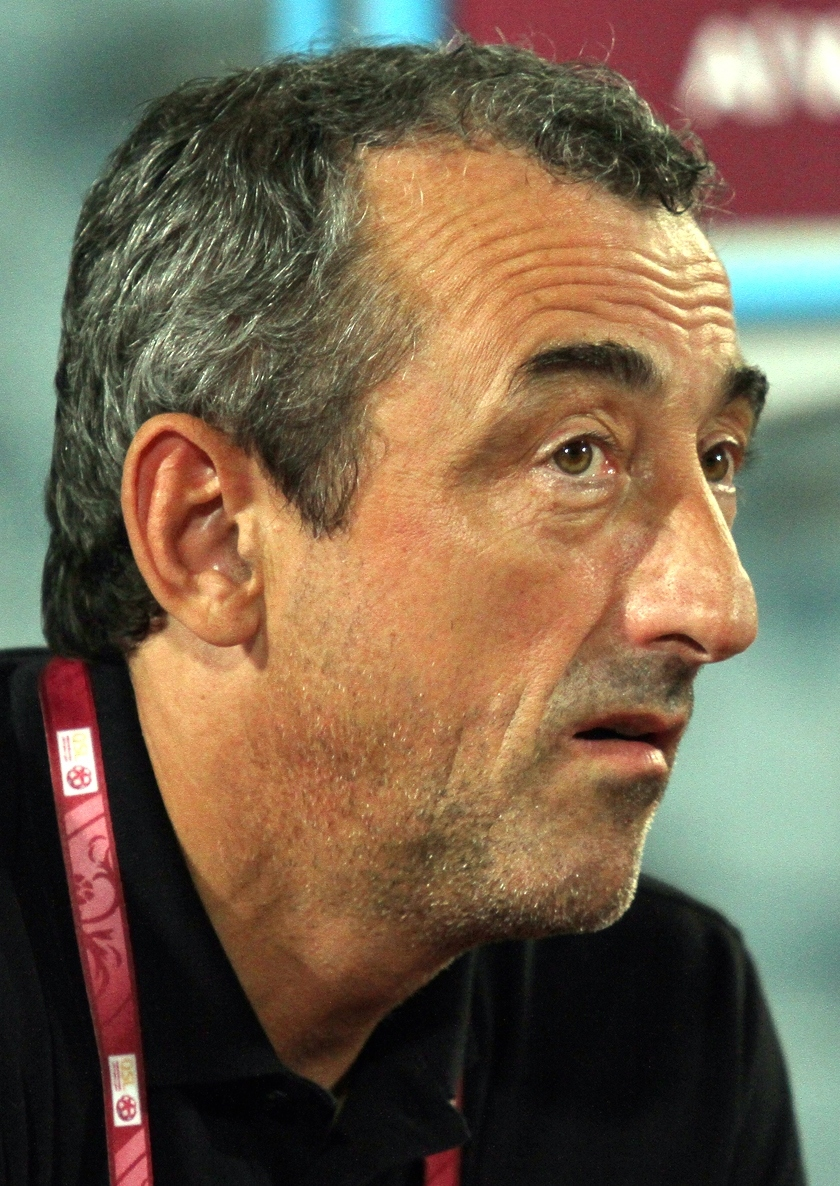
Mehmed Baždarević anotó dos goles en la final de la Copa de Yugoslavia en 1980–81.

### Campeón de Yugoslavia
El mayor éxito llegó en la temporada 1971-72 en la que el Željezničar ganó el título de campeón de liga, el único título en la época yugoslava. La siguiente temporada, el Željezničar participó en la Copa de Europa por primera vez en su historia. El equipo fue emparejado en primera ronda con el Derby County y debutó el 13 de septiembre de 1972 en el Baseball Ground de Derby, perdiendo ante los ingleses por dos goles a cero. El partido de vuelta se celebró el 27 de septiembre en el estadio Koševo de Sarajevo y el Željezničar cayó derrotado por 1-2, mientras que Edin Sprečo fue el autor del único y primer gol del equipo en la competición. 

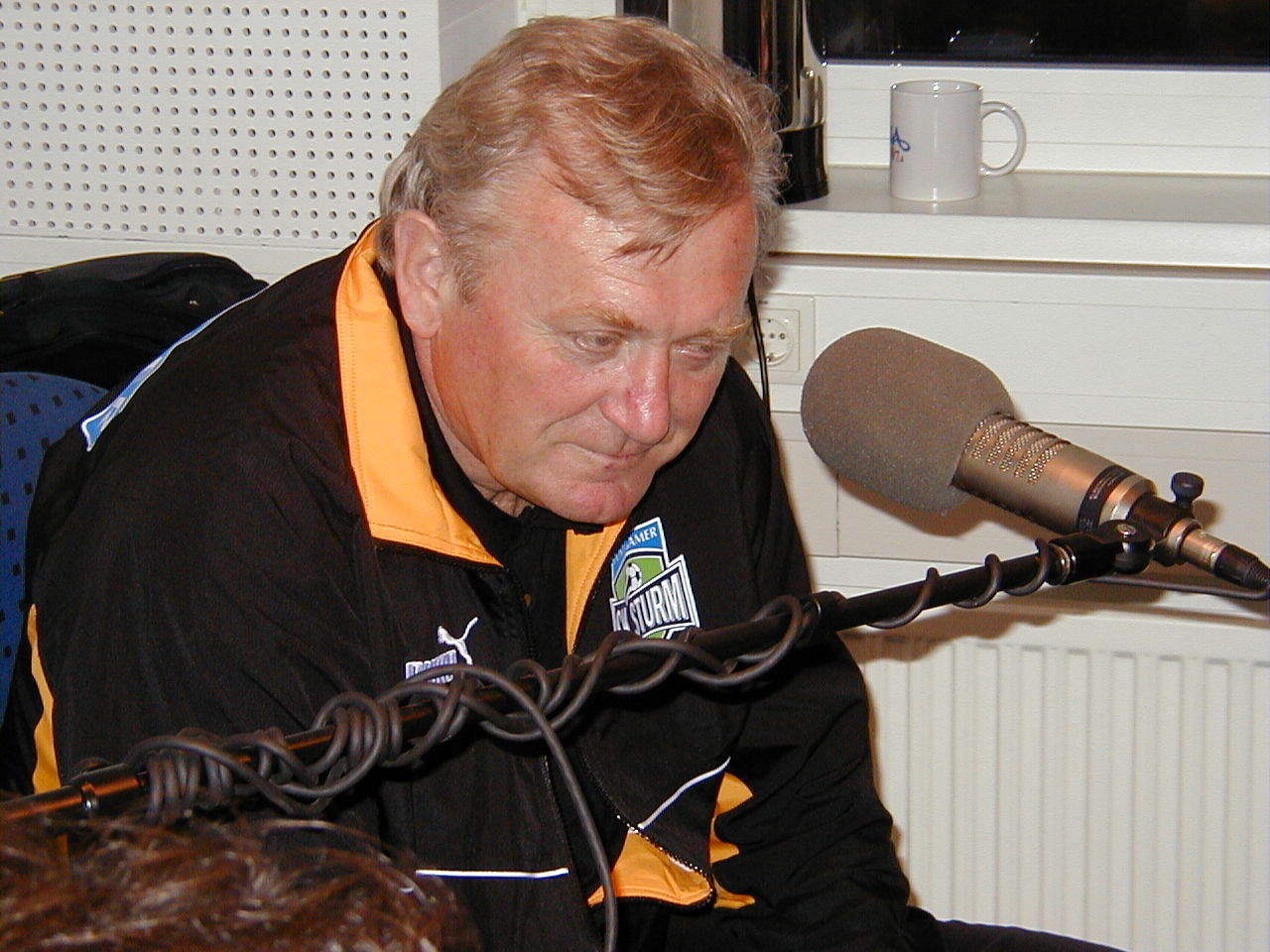
Ivica Osim dirigió al club que llegó a las semifinales de la Copa de la UEFA 1984–85.

En 1980-81 llegó a la final de la Copa de Yugoslavia, pero perdió ante el también bosnio y rival Velež Mostar. Su mejor resultado internacional fue registrada en la temporada 1984-85, cuando el FK Željezničar, con Ivica Osim como entrenador, llegó a semifinales de la Copa de la UEFA ante el equipo húngaro del Videoton FC. Anteriormente, el equipo había eliminado al FC Sliven búlgaro en primera ronda (6-1 en el global), el FC Sion en segunda ronda (3-2), el Universitatea Craiova en tercera ronda (4-2) y Dinamo Minsk en los cuartos de final (3-1). En el partido de ida en Hungría, el Videoton venció por tres goles a uno. En el partido de vuelta en Sarajevo y a dos minutos del final, el Željezničar estaba clasificado para la final ante el Real Madrid, pero en los instantes finales el Videoton anotó el gol necesario para eliminar a los yugoslavos y se clasificó para la final.

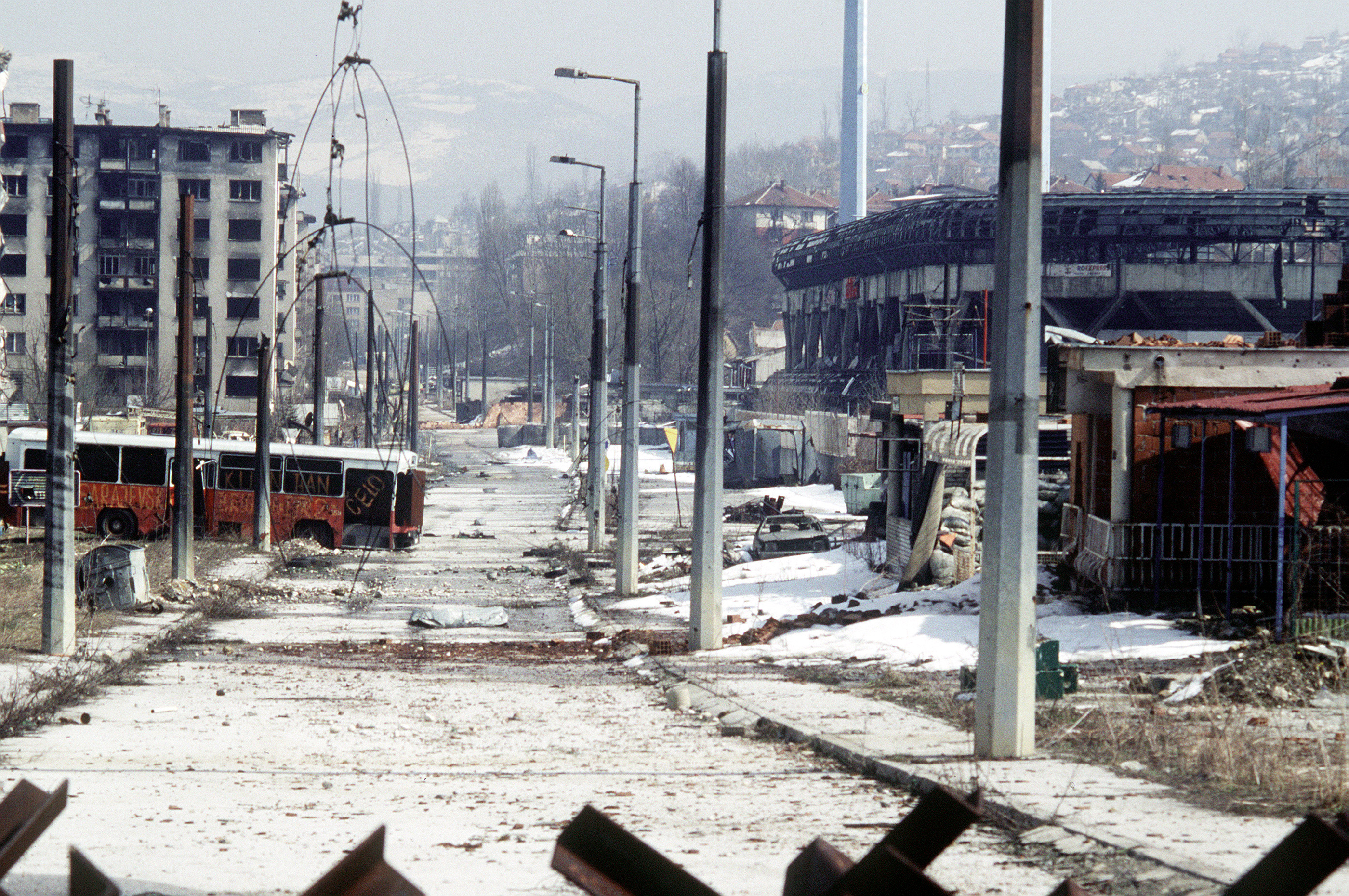
Aspecto del estadio Grbavica y sus alrededores en 1996 por la guerra de los Balcanes.

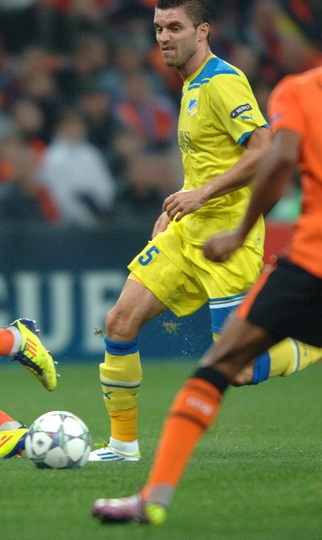
Sanel Jahić jugó 37 partidos y anotó 19 goles para el Željezničar.

### Guerra de los Balcanes
Después del colapso de Yugoslavia, llegó la guerra de Bosnia. El estadio Grbavica fue ocupado y el fútbol se detuvo otra vez. Jugadores como Mario Stanić, Rade Bogdanović, Gordan Vidović, Suvad Katana y muchos otros se fueron al extranjero para escapar del horror de la guerra. El club regresó de nuevo y, al principio, los jugadores jóvenes entrenaban en el interior en los gimnasios de las escuelas, ya que el estadio estaba prácticamente destruido. Sin embargo, se disputó el campeonato 1994–95 tras la guerra de Bosnia, pues la temporada anterior, la 1993–94, fue suspendida por el conflicto. El equipo compitió en un temporal formato de liga 1994–95 con 22 equipos, divididos en tres grupos con seis equipos y se clasificó para un play-off final por el título junto a otros tres clubes más. El Željezničar acabó cuarto, en último lugar, con un punto por nueve del campeón, el NK Čelik Zenica.
La guerra terminó oficialmente en diciembre de 1995 y se formó el campeonato regular. Desde entonces, el Željezničar ganó tres títulos de liga. En el campeonato 1997–98, y tras un play-off, se jugó una final por el título de liga entre el FK Sarajevo y el Željezničar. En el minuto 89, Hadis Zubanović anotó el único gol del partido que daba a los Plavi su primera liga tras la independencia bosnia.

### Dominio nacional y problemas institucionales
Después llegaron dos títulos más en 2001 y 2002, así como tres subcampeonatos consecutivos. Como el mejor club de Bosnia, el Željezničar disputó la Liga de Campeones cada año. Su mejor resultado, ya como club bosnio, fue en 2002 cuando el Željezničar llegó a la tercera ronda, pero cayó derrotado ante el Newcastle United de la Premier League inglesa.
Desde su último título en 2002, las siguientes temporadas no fueron muy exitosas. El club se vio envuelto en problemas financieros, cambios frecuentes de entrenador y directivas débiles, que resultó en malos resultados y decepción de los hinchas. La cercana privatización y la cuestión de la propiedad del estadio fue la causa principal de los problemas. En 2010 el equipo tuvo varios cambios, entre ellos un cambio de presidente y de entrenador. Regresó Amar Osim al club en su segunda etapa como técnico Plavi, en la que el equipo comenzó a jugar mucho mejor que en años anteriores. A mediados de la temporada los Plavi estaban en el centro de la tabla, pero la segunda mitad de la temporada fue mucho mejor y el FK Željezničar logró proclamarse campeón de liga por quinta ocasión en su historia, aventajando en seis puntos al segundo clasificado, el Široki Brijeg, y convirtiéndose en el club con más campeonatos de Bosnia y Herzegovina. El equipo también llegó a la final de la Copa de Bosnia, donde perdieron ante el FK Borac Banja Luka, por la regla de goles anotados fuera de casa.
En la temporada 2010–11 el Željezničar se hizo con su cuarta Copa de Bosnia y Herzegovina al derrotar al NK Čelik Zenica a doble partido en la final con un resultado global de 4-0. De esta manera, el club celebró su 90 aniversario con un título.

## Estadio

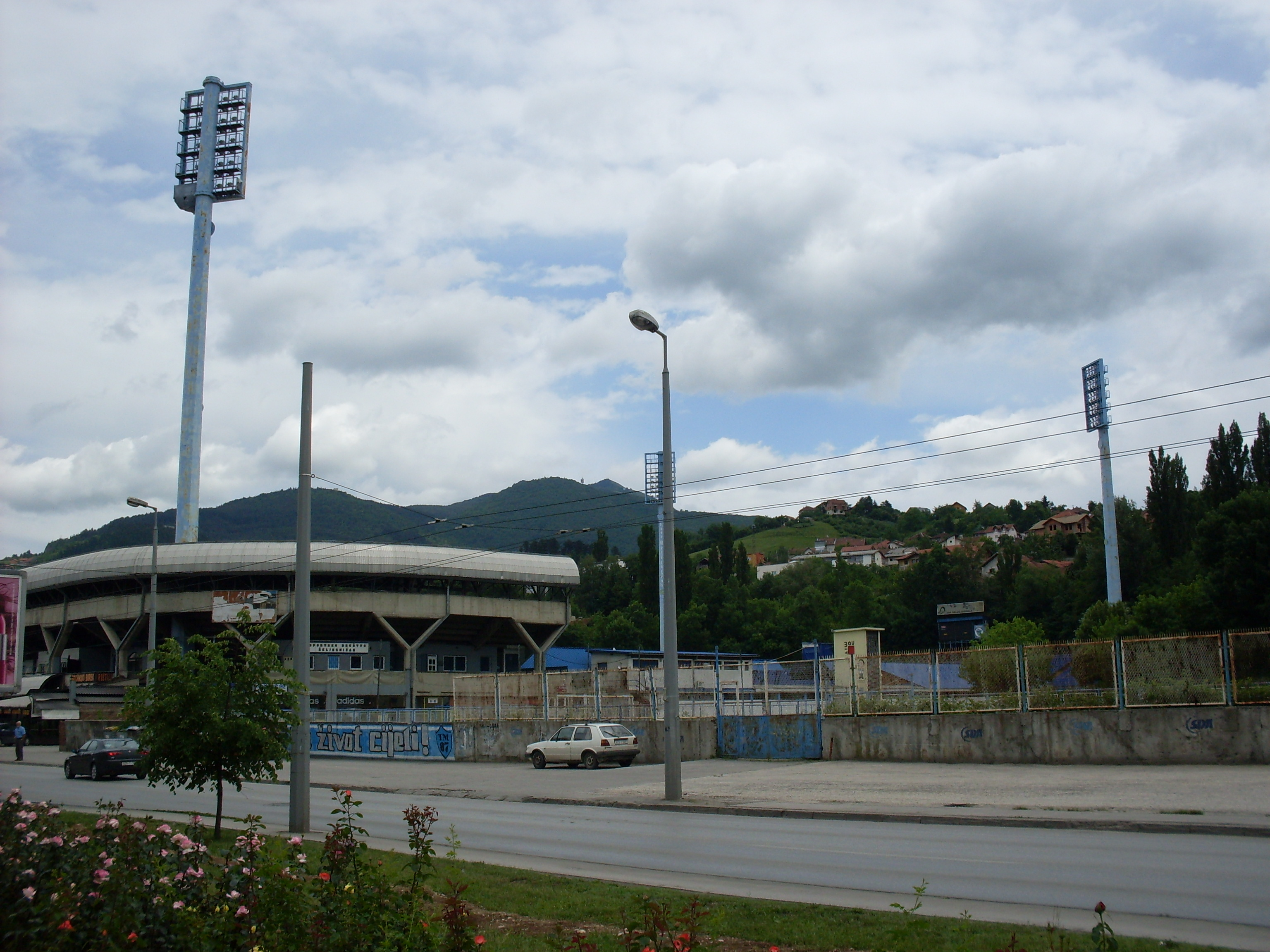
El estadio Grbavica en Sarajevo.

En el momento de su fundación, el club no tenía estadio propio. Había varios recintos de fútbol en Sarajevo, pero los otros clubes no querían permitir que el Željezničar pudiese usarlo, por lo que utilizó un campo de entrenamiento militar llamado Egzercir. Pese a que no era en realidad un campo de fútbol, pasó a la historia del club como su primer estadio, situado en la zona de Čengić Vila. En el año 1932 el estadio construyó un nuevo estadio en Pofalići, cerca de la estación de tren. Las instalaciones no eran mucho mejores que las anteriores, pero al menos era un estadio de su propiedad.
Después de la Segunda Guerra Mundial, el Željezničar disputó sus partidos en el Stadion 6. april en Marijin Dvor hasta el 18 de junio de 1950. Sin embargo, las autoridades planearon construir una calle, por lo que el club tuvo que mudarse a un estadio de militar en Skenderija. Ante tanta inestabilidad, desde el club se decidió construir su propio estadio en Grbavica, una zona de la ciudad. El estadio fue inaugurado oficialmente el 13 de septiembre de 1951, con la celebración de la segunda jornada de liga entre Željezničar y Šibenik. Željezničar ganó 4-1.
Desde entonces, Grbavica es el estadio oficial del club. Simbólicamente, el antiguo ferrocarril pasaba sobre la colina detrás del estadio, y cada vez que pasaba cerca del terreno de juego sonaba el silbato para saludar a los aficionados. Debido a la reconstrucción, el Željezničar se trasladó de nuevo en 1968 al estadio Koševo. El club jugó allí hasta el 25 de abril de 1976 y llegó a ganar su único título de Yugoslavia en 1972 como local en Koševo.
Grbavica se abrió de nuevo ese año, y en los años 1980 fueron construidos modernos soportes en la tribuna norte. Por desgracia, la guerra de los Balcanes estalló en 1992 y una vez más el Željezničar necesitó jugar en el estadio Koševo hasta el 2 de mayo de 1996. El estadio Grbavica quedó destruido durante el conflicto y las tribunas de madera fueron quemadas, pero el club tenía preparado el proyecto para la reconstrucción del estadio.
Antes de la guerra, la capacidad del estadio fue de más de 20.000 espectadores, pero tras su reconstrucción tuvo que instalar asientos de plástico en algunas zonas y cuenta con 8.898 plazas sentadas, pero alrededor de 8.000 más pueden estar de pie.

Grafiti en Sarajevo del Željezničar haciendo referencia a su origen como club de los trabajadores del ferrocarril.

## Nombre del club
El Željezničar se formó como RSD Željezničar (Radničko športsko drustvo; en español: Sociedad deportiva de los trabajadores). La palabra željezničar significa "trabajador ferroviario". Más tarde fue conocido como FK Željezničar (Fudbalski klub Željezničar; en español: Club de fútbol de los trabajadores del ferrocarril), y era parte de la sociedad deportiva SD Željezničar, que incluye clubes de otros deportes como baloncesto, balonmano o voleibol, entre otros, con el mismo nombre. En 1993, la sigla inicial fue cambiado a NK (Nogometni klub; club de fútbol). En Bosnia, tanto fudbal y nogomet son igualmente utilizado como una palabra para referirse al fútbol. La palabra fudbal es dominante en el este y nogomet en las partes occidentales del país. Desde el año 2000, el nombre del club oficialmente comienza, de nuevo, con las iniciales FK.

## Rivales

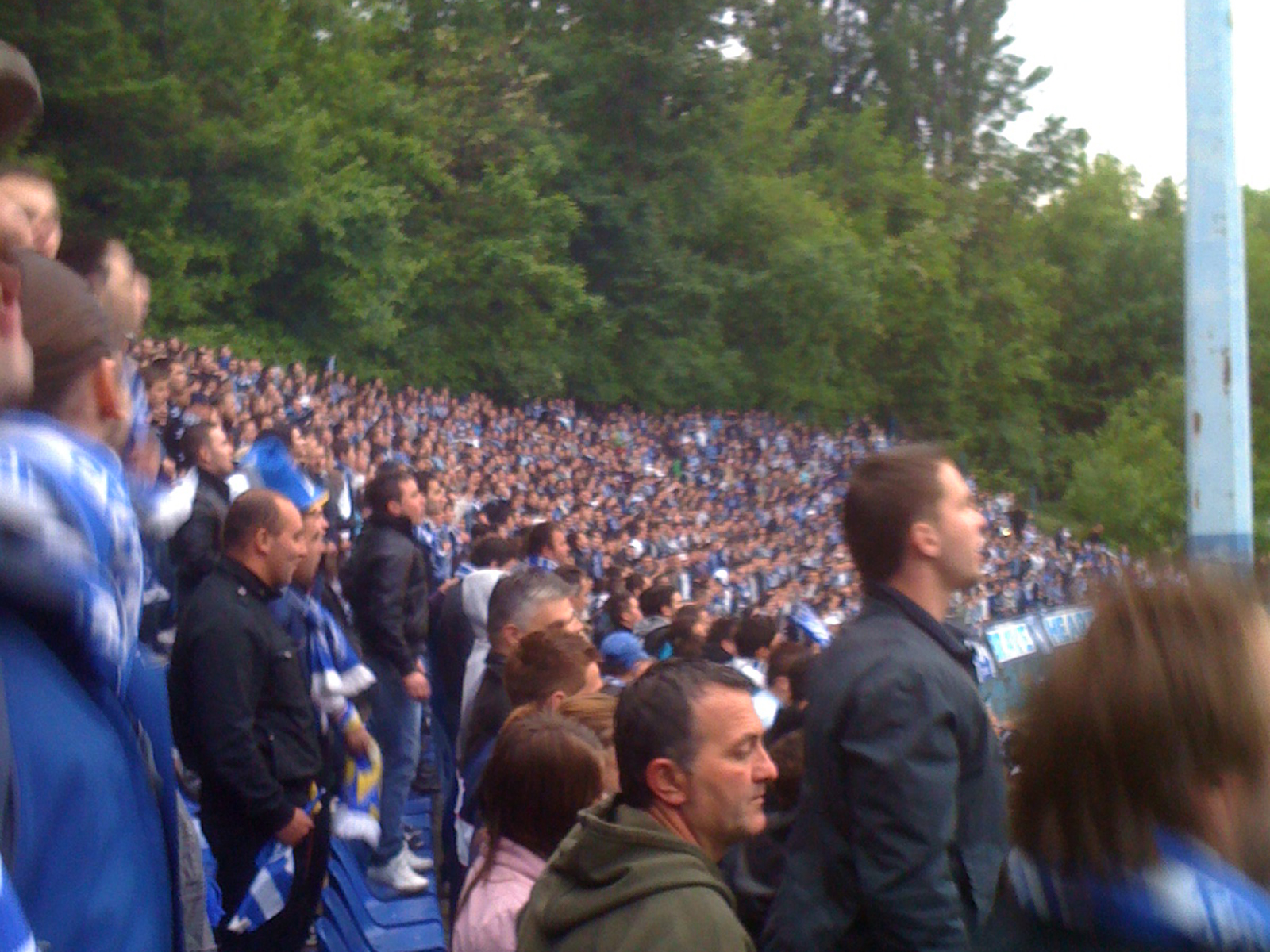
Manijaci, los aficionados más radicales del Željezničar Sarajevo.

Muchos aficionados del Željezničar aseguran que "el Željo es una cuestión de filosofía, y Sarajevo, una cuestión de geografía". Este refrán explica los sentimientos de los seguidores acerca de su historia, su existencia e incluso la razón por la que apoyan al Željezničar y no al FK Sarajevo. El famoso derbi de Sarajevo, es conocido en todo el sureste de Europa por su especial ambiente. Pese a la cordialidad con la que se ha mantenido esta rivalidad durante la mayor parte de su historia, en los últimos años y tras los conflictos étnicos, han aumentado los incidentes entre los aficionados más jóvenes.
El 24 de octubre de 2010 se habían disputado 96 derbis de liga. El Željezničar ganó 29 veces y el FK Sarajevo también ganó 29 veces, mientras que 38 partidos terminaron con un empate. La diferencia de goles resulta favorable al FK Sarajevo por 117-114. Desde la independencia, como parte del campeonato bosnio, hubo 33 partidos jugados. El FK Sarajevo ganó en diez ocasiones, mientras que el Željezničar cuenta con ocho victorias, con quince empates. La diferencia de goles es 39-34 favorable al FK Sarajevo.
También destaca otra rivalidad que comenzó a desarrollarse en los últimos años, especialmente desde la temporada 2008-09, momento en que el Borac Banja Luka comenzó a ganar presencia en la Premijer Liga. A partir de ese año se inició una gran rivalidad entre los dos equipos. Desde la temporada 2009-10 los dos equipos principalmente compitieron entre sí para hacerse con el título, tanto de liga como de copa, e incluso la asistencia al estadio estuvo a punto de emparejarse con el derbi de Sarajevo. La rivalidad también tiene una raíz en el hecho de que Sarajevo y Banja Luka son, ampliamente, las dos ciudades más grandes de Bosnia y Herzegovina; la primera es también la capital nacional, mientras que la segunda es capital de facto, de la República Srpska. En septiembre de 2011, el partido entre el Borac y el Željezničar fue suspendido antes de que concluyera la primera parte tras una invasión al terreno de juego por parte de los aficionados locales, que siguieron con graves incidentes entre las dos hichadas.

## Palmarés

### Nacional
Ligas nacionales: 7
- Primera Liga de Yugoslavia: 1

1972
- Liga Premier de Bosnia y Herzegovina: 6

1998, 2001, 2002, 2010, 2012, 2013
Copas nacionales: 6
- Copa de Bosnia y Herzegovina: 6

2000, 2001, 2003, 2011, 2012, 2018
Supercopas nacionales: 3
- Supercopa de Bosnia y Herzegovina: 3

1998, 2000, 2001

### Internacional
- Copa de la UEFA:

Semifinal (1) y cuartos de final (2)

## Participación en competiciones de la UEFA

### UEFA Champions League
| Temporada | Ronda            | Rival            | Casa | Visita | Global |  |
| --------- | ---------------- | ---------------- | ---- | ------ | ------ |  |
| 1972–73   | 1                | Derby County     | 1–2  | 0–2    | 1–4    |  |
| 2001–02   | Clasificatoria 1 | Levski Sofia     | 0–0  | 0–4    | 0–4    |  |
| 2002–03   | Clasificatoria 1 | ÍA               | 3–0  | 1–0    | 4–0    |  |
| 2002–03   | Clasificatoria 2 | Lillestrøm       | 1–0  | 1–0    | 2–0    |  |
| 2002–03   | Clasificatoria 3 | Newcastle United | 0–1  | 0–4    | 0–5    |  |
| 2010–11   | Clasificatoria 2 | Hapoel Tel Aviv  | 0–1  | 0–5    | 0–6    |  |
| 2012–13   | Clasificatoria 2 | Maribor          | 1–2  | 1–4    | 2–6    |  |
| 2013–14   | Clasificatoria 2 | Viktoria Plzeň   | 1–2  | 3–4    | 4–6    |  |

### UEFA Europa League
| Temporada | Ronda            | Rival            | Casa | Visita | Global |  |
| --------- | ---------------- | ---------------- | ---- | ------ | ------ |  |
| 2011–12   | Clasificatoria 2 | Sheriff Tiraspol | 1–0  | 0–0    | 1–0    |  |
| 2011–12   | Clasificatoria 3 | Maccabi Tel Aviv | 0–2  | 0–6    | 0–8    |  |
| 2014–15   | Clasificatoria 1 | Lovćen           | 0–0  | 1–0    | 1–0    |  |
| 2014–15   | Clasificatoria 2 | Metalurg         | 2–2  | 0–0    | 2–2    |  |
| 2015–16   | Clasificatoria 1 | Balzan           | 1–0  | 2–0    | 3–0    |  |
| 2015–16   | Clasificatoria 2 | Ferencváros      | 2–0  | 1–0    | 3–0    |  |
| 2015–16   | Clasificatoria 3 | Standard Lieja   | 0–1  | 1–2    | 1–3    |  |
| 2017-18   | Clasificatoria 1 | Zeta             | 1-0  | 2-2    | 3-2    |  |
| 2017-18   | Clasificatoria 2 | AIK Solna        | 0-0  | 0–2    | 0–2    |  |
| 2018-19   | Clasificatoria 1 | Narva Trans      | 3–1  | 2–0    | 5–1    |  |
| 2018-19   | Clasificatoria 2 | Apollon Limassol | 1–2  | 1–3    | 2–5    |  |
| 2020-21   | Clasificatoria 1 | Maccabi Haifa    | –    | 1–3    | 1–3    |  |

### UEFA Conference League
| Temporada | Ronda             | Rival        | Ida | Vuelta | Global |  |
| --------- | ----------------- | ------------ | --- | ------ | ------ |  |
| 2023-24   | 1° Clasificatoria | Dinamo Minsk | 2-2 | 2-1    | 4-3    |  |
| 2023-24   | 2° Clasificatoria | Neftchi      | 2-2 | 0-2    | 2-4    |  |
| 2025-26   | 1° Clasificatoria | Koper        | 1-1 | 1-3    | 2-4    |  |

### Copa UEFA
| Temporada | Ronda            | Rival                 | Casa | Visita | Global |  |
| --------- | ---------------- | --------------------- | ---- | ------ | ------ |  |
| 1971–72   | 1                | Club Brugge           | 3–0  | 1–3    | 4–3    |  |
| 1971–72   | 2                | Bologna               | 1–1  | 2–2    | 3–3    |  |
| 1971–72   | 3                | St. Johnstone         | 5–1  | 0–1    | 5–2    |  |
| 1971–72   | Cuartos de final | Ferencváros           | 1–2  | 2–1    | 3–3    |  |
| 1984–85   | 1                | Sliven                | 5–1  | 0–1    | 5–2    |  |
| 1984–85   | 2                | Sion                  | 2–1  | 1–1    | 3–2    |  |
| 1984–85   | 3                | Universitatea Craiova | 4–0  | 0–2    | 4–2    |  |
| 1984–85   | Cuartos de final | Dinamo Minsk          | 2–0  | 1–1    | 3–1    |  |
| 1984–85   | Semifinales      | Videoton              | 2–1  | 1–3    | 3–4    |  |
| 1998–99   | Clasificatoria 1 | Kilmarnock            | 1–1  | 0–1    | 1–2    |  |
| 2000–01   | Clasificatoria   | Wisła Kraków          | 0–0  | 1–3    | 1–3    |  |
| 2002–03   | 1                | Málaga                | 0–0  | 0–1    | 0–1    |  |
| 2003–04   | Clasificatoria   | Anorthosis            | 1–0  | 3–1    | 4–1    |  |
| 2003–04   | 1                | Hearts                | 0–0  | 0–2    | 0–2    |  |
| 2004–05   | Clasificatoria 1 | Pennarossa            | 4–0  | 5–1    | 9–1    |  |
| 2004–05   | Clasificatoria 2 | Litex Lovech          | 1–2  | 0–7    | 1–9    |  |

### Copa de Ferias
| Temporada | Ronda | Rival      | Ida | Vuelta | Global |  |
| --------- | ----- | ---------- | --- | ------ | ------ |  |
| 1970–71   | 1     | Anderlecht | 3–4 | 4–5    | 7–9    |  |

### Copa Intertoto
| Temporada | Ronda  | Rival              | Casa | Visita |  |
| --------- | ------ | ------------------ | ---- | ------ |  |
| 1965–66   | Grupos | Gwardia Varsovia   | 2–1  | 1–2    |  |
| 1965–66   | Grupos | Baník Ostrava      | 3–1  | 1–1    |  |
| 1965–66   | Grupos | Lokomotive Leipzig | 2–2  | 0–0    |  |

- La Federación de Fútbol de Yugoslavia le prohibió al Željezničar participar en torneos internacionales, por lo que el Leipzig avanzó a la siguiente ronda.

### Copa Mitropa
| Temporada | Ronda            | Rival              | Casa | Visita | Global |  |
| --------- | ---------------- | ------------------ | ---- | ------ | ------ |  |
| 1963–64   | Cuartos de final | Austria Wien       | 4–1  | 2–0    | 6–1    |  |
| 1963–64   | Semifinales      | MTK                | 1–1  | 0–1    | 1–2    |  |
| 1964-65   | Cuartos de final | Slovan Bratislava  | 2–1  | 1–3    | 3–4    |  |
| 1967-68   | 1                | Jednota Trenčín    | 1–0  | 0–0    | 1–0    |  |
| 1967-68   | Cuartos de final | Spartak Trnava     | 2–2  | 1–2    | 3–4    |  |
| 1968–69   | 1                | Honvéd             | 1–0  | 1–0    | 2–0    |  |
| 1968–69   | Cuartos de final | Baník Ostrava      | 4–0  | 1–1    | 5–1    |  |
| 1968–69   | Semifinales      | Sklo Union Teplice | 1–1  | 1–2    | 2–3    |  |

## Récords
- Mayor victoria en torneos de liga: Željezničar – Barkohba 18:0 (23 de marzo de 1925, Segunda División de Sarajevo)
- Peor derrota en torneos de liga: 1:9 varias veces
- Mayor victoria en la Primera Liga de Yugoslavia: Željezničar – Maribor 8:0 (29 de agosto de 1971)
- Peor derrota en la Primera Liga de Yugoslavia: Dinamo Zagreb – Željezničar 9:1 (29 de septiembre de 1946)
- Mayor victoria en la Premijer Liga: Željezničar – Krajina Cazin 8:0 (31 de marzo de 2001), Željezničar – FK Leotar Trebinje 8:0 (28 de agosto de 2010)
- Peor derrota en la Premijer Liga: Zmaj od Bosne – Željezničar 9:1 (4 de noviembre de 1995)
- Más apariciones oficiales: Blagoje Bratić (343)
- Más apariciones en torneo de liga: Hajrudin Saračević (313)
- Goleador histórico: Josip Bukal, Dželaludin Muharemović (127)
- Más goles en torneos de liga: Dželaludin Muharemović (112)
- Más goles en una temporada: 113 (2000/2001)
- Máximo goleador en una temporada: 31 (Dželaludin Muharemović en la temporada 2000/2001)
- Más convocatorias a Selección Nacional: Mehmed Baždarević (54 apariciones para Yugoslavia y 2 apariciones para Bosnia y Herzegovina)